# Christoph Schäfle
Christoph Schäfle (* 30. April 1976 in Neu-Ulm) ist ein ehemaliger deutscher Basketballspieler.

## Laufbahn
Der zwei Meter große Flügelspieler gehörte ab 1995 zum Bundesliga-Aufgebot des SSV Ulm. Mit der Ulmer Mannschaft wurde er im Spieljahr 1997/98 deutscher Vizemeister.
Zur Saison 1998/99 wechselte er zur BG Ludwigsburg, erreichte mit der Mannschaft 1999 die Aufstiegsrunde zur ersten Liga und belegte in dieser mit Ludwigsburg den zweiten Platz, wodurch der Sprung in die Bundesliga knapp verpasst wurde. Ludwigsburgs Mannschaft wurde anschließend in die Regionalliga zurückgezogen, Schäfle verließ den Verein.
Mit der TSG Ehingen gelang ihm 2003 der Aufstieg in die 2. Basketball-Bundesliga. Schäfle machte den Gang in die zweite Liga jedoch nicht mit, sondern zog aus beruflichen Gründen nach München und spielte für den FC Bayern München, mit dem er 2004 Meister der 1. Regionalliga Süd-Ost wurde. Nach dem Aufstieg war er in der Saison 2004/05 unter Andreas Wagner Co-Trainer der FCB-Zweitligamannschaft.